# Ghana na Mistrzostwach Świata w Lekkoatletyce 2015
Ghana na Mistrzostwach Świata w Lekkoatletyce 2015 – reprezentacja Ghany podczas Mistrzostw Świata w Lekkoatletyce 2015 rozgrywanych w Pekinie liczyć miała 2 zawodników – 1 mężczyznę i 1 kobietę, jednak z powodu problemów z wizami reprezentanci Ghany nie wzięli udziału w tych zawodach.
Ghańscy lekkoatleci minima kwalifikacyjne do Mistrzostw Świata w Lekkoatletyce 2015 uzyskali w kwietniu 2015 roku – na początku tego miesiąca Alex Amankwah podczas zawodów uniwersyteckich w amerykańskim Gainesville w biegu na 800 metrów uzyskał czas 1:45,91, a Janet Amponsah pod koniec tego samego miesiąca uzyskała czasy 11,29 s na 100 metrów i 23,04 s na 200 metrów, wypełniając tym samym kryteria w obu tych konkurencjach.
Amankwah i Amponsah 5 sierpnia 2015 roku otrzymali oficjalne zaproszenia do udziału w mistrzostwach świata od komitetu organizacyjnego tej imprezy. Po tym wnioski o wydanie im wiz zostały wysłane do chińskiej ambasady w Waszyngtonie, jednak dwa tygodnie później zostały odrzucone. Mimo rozmów prezydenta Ghana Athletics Association z komitetem organizacyjnym, chińskimi służbami imigracyjnymi i IAAF-em ghańscy zawodnicy nie zostali ostatecznie wpuszczeni na pokład samolotu linii United Airlines, którym mieli udać się na zawody.

## Występy reprezentantów Ghany

### Mężczyźni
| Konkurencja            | Zawodnik      | Runda 1  | Runda 1 | Półfinał | Półfinał | Finał    | Finał   |
| Konkurencja            | Zawodnik      | Rezultat | Pozycja | Rezultat | Pozycja  | Rezultat | Pozycja |
| ---------------------- | ------------- | -------- | ------- | -------- | -------- | -------- | ------- |
| Bieg na 800 m mężczyzn | Alex Amankwah | DNS      | DNS     | NQ       | NQ       | NQ       | NQ      |

### Kobiety
| Konkurencja          | Zawodnik       | Runda 1  | Runda 1 | Półfinał | Półfinał | Finał    | Finał   |
| Konkurencja          | Zawodnik       | Rezultat | Pozycja | Rezultat | Pozycja  | Rezultat | Pozycja |
| -------------------- | -------------- | -------- | ------- | -------- | -------- | -------- | ------- |
| Bieg na 200 m kobiet | Janet Amponsah | DNS      | DNS     | NQ       | NQ       | NQ       | NQ      |